# Körpertausch
Der Körpertausch (engl. Body-switch oder Body Swap) ist ein fantasievolles Konzept, in dem es möglich ist, den eigenen Körper mit einer anderen Person, Wesen oder sich selbst in einem anderen Alter zu tauschen. Jedoch ist so ein Vorgang nicht immer erwünscht oder von beiden Seiten gleichermaßen willkommen; Zauberei kann durchaus im Spiel sein. Die Mehrzahl der Körperwechsel-Filme und -Geschichten sind Märchen-, manchmal auch Fantasyfilme. Eine natur- oder ingenieurwissenschaftliche Erklärung des Vorgangs bleibt meist aus, bleibt auf phantastischem Niveau stehen.
Das Motiv der körperlichen Verwandlung macht Menschen im klassischen Zaubermärchen oftmals zum Tier (z. B. im Froschkönig). Moderne Variationen des Themas lassen mitunter auch Menschen zu Tieren werden, wie z. B. die Eltern, die in Chihiros Reise ins Zauberland (2001) von Hayao Miyazaki in Schweine verwandelt werden.
Außerdem gibt es die nicht vollständige Übernahme bzw. den nicht gleichberechtigten Körpertausch. In solchen Fällen wird der ursprüngliche Besitzer entweder aus seinem Körper verdrängt oder muss diesen (wie z. B. in Selfless – Der Fremde in mir) mit einem Eindringling teilen. Darüber hinaus gibt es die Möglichkeit, von einem nicht menschlichen Wesen, z. B. einem Dämon oder – wie im gleichnamigen Film – vom Teufel besessen zu sein, der im Film oft mit Versuchen des Exorzismus begegnet wird.

## Adaption an einen anderen Körper im Film
Schon 1882 war Körpertausch das Thema des Romans Vice Versa des britischen Autors Thomas Anstey Guthrie. Darin tauschen Vater und Sohn ihre Körper durch einen magischen Stein. Die Geschichte wurde mehrfach verfilmt, aber auch das moderne Remake, der Roman Freaky Friday von 1972, erlebte mehrere Verfilmungen.

### Plötzlich jünger oder älter
Anpassung an ein anderes Lebensalter, andere Möglichkeiten und ein anderes Lebensgefühl wird oft mit Coming-of-age-Themen vermischt. Wenn z. B. eine 13-Jährige, wie bei 30 über Nacht, durch Wunschpulver plötzlich erwachsen ist, geraten die beiden Elemente der neu entstandenen Person, Kindlichkeit und Erwachsensein, in offene Konflikte. Bei durch Alterssprüngen entstandenen Figuren muss der jeweilige Geist sich an die Konditionen des anderen Körpers anpassen. Ein 37-Jähriger, der gern noch einmal 17 sein wollte, findet sich dagegen in 17 Again – Back to High School als jüngere Version von sich selbst wieder.
Die extreme Variante bietet der japanische Regisseur Hayao Miyazaki, der sich durch eine Fantasy-Geschichte der britischen Schriftstellerin Diana Wynne Jones zu seinem Anime Das wandelnde Schloss inspirieren ließ, in dem die junge weibliche Hauptperson in eine 90-Jährige verwandelt wird und innerlich dennoch ein junges Mädchen bleibt.

### Plötzlich männlich oder weiblich
Wird ein männlicher gegen einen weiblichen Körper getauscht, so kommen zahlreiche neue Herausforderungen auf die Protagonisten zu, was meist in komödiantischer Form dargestellt wird. Oft sind für den Rücktausch Bedingungen wie Zeitfristen zu erfüllen.
Mitunter soll aber auch das Einfühlungsvermögen für das andere Geschlecht erhöht werden. So ergeht es z. B. dem männlichen Macho, der in der Körpertauschgeschichte Switch – Die Frau im Manne (1991, Regie Blake Edwards) eine begrenzte Zeit zugestanden bekommt, um – im Körper einer Frau – einen Partner für sich zu begeistern. Sein übliches
Verhaltensrepertoire erweist sich dabei als ungeeignet und erregt eher Abwehr als Zuneigung. Auch hier wird eine Anpassung notwendig, die dem Protagonisten ungewohnte Flexibilität abverlangt.

### Plötzlich ein anderer Mensch
Die von Kathryn Newton dargestellte Millie befindet sich, nachdem sie Opfer eines Mordversuchs war, im Körper ihres Angreifers, des Serienmörders (Vince Vaughn). Der Killer hat dafür den Körper der Teenagerin in Besitz genommen, so dass es sich um eine Form des gleichberechtigten Körpertauschs handelt. Freaky, eine Horrorkomödie mit „unerwartet heftigen Slasher-Szenen“, beweist, dass Körpertauschfilme mittlerweile in vielen unterschiedlichen Genres angekommen sind.

## Der Auftragskörper: Körpertausch ohne gleichberechtigte Tauschpartner
Ohne direkten Wunsch oder eine Zauberei wacht z. B. Protagonist Jake Gyllenhaal, der im Actionthriller Source Code einen Soldaten spielt, im Körper eines Unbekannten auf und muss noch dazu einen Bombenleger finden. Wenn man mit der Handlung nicht vertraut ist, kommen bei einer derartigen Beschreibung diverse Szenarien in Frage; entweder der neue Besitzer hat den Körper ganz für sich, oder er muss sich damit herumschlagen, dass sich der ehemalige Inhaber in irgendeiner Form bemerkbar macht.

### Unvollständige Inbesitznahme
Wenn man, wie der krebskranke Milliardär in Selfless – Der Fremde in mir, selbst den jüngeren bzw. gesünderen Körper (dargestellt von Ryan Reynolds) in Auftrag gegeben hat, um seinen eigenen alten und kranken Körper sterben zu lassen, glaubt man vermutlich, man sei ein Stück weit auf das, was einen erwartet, vorbereitet. Leider war der neue Körper nicht, wie behauptet, im Labor erzeugt worden, sondern gestohlen. Nur war es nicht gelungen, die Erinnerungen des ursprünglichen Besitzers auszulöschen. Zwei Individuen müssen sich nur einen Körper teilen, wobei ungewiss ist, wer ihn am Ende für sich haben wird oder ob eine dauerhafte Koexistenz nötig ist.
In dem preisgekrönten Animefilm Prinzessin Mononoke (1997) ist es dagegen ein Dämon, der sowohl von Menschen (Prinz Ashitaka) als auch von Tieren (Nago, ehemaliger Anführer der Wildschweine und sein Nachfolger Okkoto) Besitz ergreift, was nur ein Teil der Befallenen überlebt. Hier kann es zwar gelingen, den Dämon zurückzudrängen, aber nur bis zu einem bestimmten Zeitpunkt und unter gewissen Voraussetzungen.

### Vollständige Inbesitznahme
Jacqueline Kim verkörpert im Science-Fiction-Thriller Advantageous (2015, Regie Jennifer Phang) eine nicht mehr ganz junge, allein erziehende Karrierefrau, die sich auf ausdrücklichen Wunsch ihres Arbeitgebers einen attraktiveren und deutlich jüngeren Körper zulegt und ihren ehemaligen Körper dafür aufgibt. Obwohl sie seelisch betrachtete die Alleinherrschaft über ihren neuen Körper hat, treten Anpassungsstörungen auf, die den Prozess der Inbesitznahme schmerzhaft und unerfreulich machen, mit einer guten Dosis Body Horror.
Außerdem gibt es noch die Variante, in der ein Mensch, wie Tasya Vos in Possessor, einem Horrorfilm von Brandon Cronenberg, den Körper eines anderen Menschen vollständig übernehmen und – von anderen unbemerkt – kontrollieren soll.
Dieses Konzept fand bereits in einigen Folgen der zwischen 1966 und 1969 gedrehten Science-Fiction-Serie Raumschiff Enterprise Anwendung.

## Im Körper eines nicht menschlichen Wesens
Hayao Miyazaki ist für seine kunstvolle Vermischung von Spirituellem, Realistischem, Fantastischem und nicht zuletzt Menschlichem bekannt und als einer der modernen Regisseure, in dessen Film Chihiros Reise ins Zauberland (2001) Menschen nicht nur zu anderen Menschen werden, sondern zu Schweinen, fliegenden Drachen und Hamstern. Im Grunde sollen jedoch die unterschiedlichen Verwandlungen eine Charakterentwicklung der Hauptperson illustrieren, die sich im Laufe des Films vollzieht.
Das Verwandlung von einer menschlichen Gestalt in ein Tier trat bereits als Motiv in der griechischen Mythologie auf, wo Götter wie Zeus die Verwandlung in ein Tier unter anderem nutzten, um möglichst diskret Liebesaffären nachzugehen. Zeus zeugte in den Gestalten unterschiedlicher Tiere zahlreiche Kinder mit unterschiedlichen Partnerinnen.

### Im Märchen
Bereits die alte Sammlung Grimms Märchen enthält Zaubermärchen, in denen Menschen in ein Tier verwandelt wurden, meist durch Zauberkunst, d. h. entweder durch einen Zauberspruch, eine Verwünschung oder einen Fluch (auch Schadenzauber genannt). Oft spielen Missgunst oder Bestrafung eine Rolle und stets sind die Betroffenen, ihre Angehörigen oder Geliebten um eine Rückverwandlung oder die Beschaffung eines Gegenzaubers bemüht.
Unter anderem sind folgende Varianten bekannt (unvollständige Aufzählung):
- Der Prinz als Frosch: Der Froschkönig oder der eiserne Heinrich (Grimms Märchen)
- Der Prinz als Bär: Schneeweißchen und Rosenrot (Grimms Märchen)
- Der Prinz als Fuchs: Der goldene Vogel (Grimms Märchen, hat seinen Ursprung wahrscheinlich in Christoph Wilhelm Günthers Sammlung Kindermährchen von 1787)
- Der Prinz als Schwan: Prinz Schwan (Grimms Märchen) Die Geschichte geht wahrscheinlich auf die Schwanenkinder-Erzählung Dolopathos (12. Jahrhundert) zurück.
- Sechs Brüder werden zu Schwänen: Die sechs Schwäne (Grimms Märchen)
- Sieben Brüder werden zu Raben: Die sieben Raben (Grimms Märchen)
- Zwölf Brüder werden zu Raben: Die zwölf Brüder (Grimms Märchen)
- Der Prinz als Schwein: Das Borstenkind, Märchen aus Siebenbürgen (Neuauflage 1990, Jutta Pitaske)[14]
- Der Prinz als „Biest“ bzw. „Tier“: Die Schöne und das Biest (von Jeanne-Marie Leprince de Beaumont; französischer Originaltitel: La Belle et la Bête)
- Der Prinz als Löwe: Das singende springende Löweneckerchen (Grimms Märchen, mit offensichtlichem Einfluss durch Die Schöne und das Biest)
- Der tote Junge als Vogel: Von dem Machandelboom (Grimms Märchen, Erstveröffentlichung durch Philipp Otto Runge, 1808)

### In der griechischen Mythologie
- Der junge Gott und die Sterbliche: Amor und Psyche – älteste, schriftlich überlieferte Fassung des Märchentyps Tierbräutigam[15][16]

- Zeus war besonders vielseitig, was seine Verwandlungen anging. Seine Partnerinnen besuchte er unter anderem in folgenden Gestalten, in denen er auch Kinder mit ihnen zeugte; bei Hera trat er als Kuckuck auf, bei Asteria als Adler, bei Antiope als Satyr, bei Europa als Stier, bei Persephone als Schlange und bei Leda als Schwan (was besonders viele Künstler zu Gemälden inspirierte).[13]

## Reale neurologische Möglichkeiten
Im Jahr 2015 ist es Forschern in Schweden erstmals gelungen, das Gehirn in Hinblick auf die Wahrnehmung des eigenen Körpers zu täuschen.
Neurowissenschaftlern des Karolinska-Instituts in Stockholm gelang es, Testpersonen gefühlt in den Körper eines anderen Menschen schlüpfen zu lassen. „Dabei haben sie sich selbst die Hand geschüttelt, ohne dass die Täuschung aufflog“, hieß es in einer Presseerklärung. Durch die Manipulation der Sinneswahrnehmung sei es nicht nur möglich, die Selbstwahrnehmung vom eigenen Körper zu trennen, sondern auch in andere Körper hineinzuschlüpfen.

## Beispiele (Auswahl)

### Filme
- 1976: Ein ganz verrückter Freitag (Originaltitel: Freaky Friday, Drehbuch Mary Rodgers)
- 1987: Wie der Vater, so der Sohn (Originaltitel: Like Father Like Son)
- 1988: Big
- 1988: Ich bin Du
- 1990: Eine Frau namens Harry
- 1991: Switch – Die Frau im Manne
- 1992: Zauberhafte Zeiten
- 1997: Im Körper des Feindes
- 1999: Being John Malkovich
- 2002: Hot Chick – Verrückte Hühner
- 2004: 30 über Nacht
- 2004: Das wandelnde Schloss
- 2009: 17 Again – Back to High School
- 2011: Source Code
- 2015: Selfless – Der Fremde in mir
- 2016: Your Name. – Gestern, heute und für immer
- 2020: Freaky